# 卡加班多羅
卡加班多羅是中非共和國北部的市集城鎮，也是經濟省納納-格里比齊省的首府，位於首都班吉以北245公里，居民主要從事食品業和製衣業。2003年，人口24661。2015年—2021年，卡加班多羅是未受国际普遍承认的洛贡共和国的首都。